# Symphony of the Air Orchestra
Le Symphony of the Air Orchestra est un orchestre classique américain, créé en 1954 et dissous en 1963. 

## Historique
Après la dissolution du NBC Symphony Orchestra, certains de ses membres partirent jouer avec d'autres orchestres, notamment Frank Miller (violoncelliste principal) et Leonard Sharrow (basson) avec l'Orchestre symphonique de Chicago. Toutefois, de nombreux musiciens du NBC se regroupèrent dans un ensemble baptisé Symphony of the Air. Leur premier enregistrement eut lieu le 21 septembre 1954 et ils donnèrent leur premier concert public lors du 9e anniversaire des Nations unies le 24 octobre. Le 14 novembre 1954, ils font leur apparition sur le célèbre programme télévisé Omnibus dans lequel Leonard Bernstein, à ses débuts à la télévision, discuta de la 5e symphonie de Beethoven. 
Bernstein dirigea le Symphony of the Air Orchestra lors de leur première saison. Avec une tournée asiatique sous les auspices du département d'État et un public de 60 000 mélomanes lors des concerts de Catskills cet été, cette première saison rencontra un vif succès. Pour près d'une décennie, le Symphony of the Air Orchestra joua de nombreux concerts dirigés par Leopold Stokowski, le directeur musical depuis 1955. Elle enregistra largement (sur Columbia, Deutsche Grammophon, RCA, UA et Vanguard), sous la direction de Bernstein, Pierre Monteux, Fritz Reiner, Stokowski, Bruno Walter, Igor Markevitch, Kirill Kondrashin, Thomas Beecham et Josef Krips. L'orchestre se dissout en 1963 mais ils peuvent être entendus en stéréo (sous la marque de NBC Symphony Orchestra) lors de l'enregistrement de Amahl and the Night Visitors, qui n'a toujours pas été diffusé en CD.